# حاجی (هیرمند)
حاجی یک روستا در ایران است که در استان سیستان و بلوچستان واقع شده‌است. حاجی ۲۹۱ نفر جمعیت دارد.